# Fifth Gear
Fifth Gear (pol. piąty bieg) – brytyjski telewizyjny magazyn motoryzacyjny telewizji Five.
Program został pierwszy raz wyemitowany w 2002 roku jako kontynuacja Top Gear, który został zakończony w 2001 roku. Five chciało użyć nazwy Top Gear, lecz BBC nie wyraziło zgody. Byli prowadzący,  Quentin Willson, Tiff Needell oraz Vicki Butler-Henderson, zostali zatrudnieni przez Five jako prezenterzy programu Fifth Gear. Od 2012 program produkuje Discovery. W Polsce ten program jest dostępny na kanałach Discovery Channel i Discovery Turbo Xtra

## Format programu
Pierwsze siedem sezonów trwało 23 minuty, nie wliczając 7 minutowych reklam. Ósma seria powróciła w 2005 roku w dłuższym, 45 minutowym formacie.

### Lista odcinków
| Seria | Seria | Liczba odcinków | Czas emisji                             |
| ----- | ----- | --------------- | --------------------------------------- |
|       | 1     | 9               | 8 kwietnia 2002 - 3 czerwca 2002        |
|       | 2     | 8               | 7 października 2002 - 25 listopada 2002 |
|       | 3     | 9               | 13 marca 2003 - 21 maja 2003            |
|       | 4     | 10 + specjalny  | 26 września 2003 - 15 grudnia 2003      |
|       | 5     | 10              | 29 marca 2004 - 31 maja 2004            |
|       | 6     | 10              | 11 października 2004 - 13 grudnia 2004  |
|       | 7     | 10              | 21 marca 2005 - 23 maja 2005            |
|       | 8     | 10              | 10 października 2005 - 19 grudnia 2005  |
|       | 9     | 13              | 10 kwietnia 2006 - 24 lipca 2006        |
|       | 10    | 13              | 25 września 2006 - 18 grudnia 2006      |
|       | 11    | 10              | 30 kwietnia 2007 - 2 sierpnia 2007      |
|       | 12    | 8               | 3 września 2007 - 22 października 2007  |
|       | 13    | 10              | 21 stycznia 2008 - 24 marca 2008        |
|       | 14    | 8               | 11 sierpnia 2008 - 29 września 2008     |
|       | 15    | 8               | 5 stycznia 2009 - 23 lutego 2009        |
|       | 16    | 8               | 8 czerwca 2009 - 27 lipca 2009          |
|       | 17    | 10              | 3 czerwca 2010 - 12 sierpnia 2010       |
|       | 18    | 10              | 8 października 2010 - 10 grudnia 2010   |
|       | 19    | 10              | 15 kwietnia 2011 - 15 lipca 2011        |
|       | 20    | 10              | 14 października 2011 - 30 grudnia 2011  |
|       | 21    | 9               | 3 września 2012 - 29 października 2012  |
|       | 22    | 9               | 11 lutego 2013 - 8 kwietnia 2013        |
|       | 23    | 8               | 13 września 2013 - 11 listopada 2013    |
|       | 24    | 9               | 24 lutego 2014 - 21 kwietnia 2014       |
|       | 25    | 6               | 6 marca 2015 - 9 kwietnia 2015          |
|       | 26    | 6               | 2 lipca 2015 - 13 sierpnia 2015         |
|       | 27    | 8               | 2 września 2018 - 25 października 2018  |
|       | 28    | 10              | 3 października 2019 - 5 grudnia 2019    |

## Nagrody Fifth Gear
Każdego roku prezenterzy wybierają samochody w różnych kategoriach.
| Rok  | Najlepszy mały samochód | Najlepszy rodzinny samochód | Najlepszy samochód sportowy | Samochód roku       |
| ---- | ----------------------- | --------------------------- | --------------------------- | ------------------- |
| 2004 | BMW serii 1             | Ford Focus                  | Porsche 911 Carrera S       | Volkswagen Golf GTI |
| 2005 | Ford Fiesta ST          | Honda Civic                 | BMW M5                      | Porsche Boxster     |
| 2006 | Mini Cooper S           | Citroën C4 Picasso          | Chevrolet Corvette Z06      | Audi TT             |
| 2007 | Fiat 500                | Ford Mondeo                 | Audi R8                     | Audi R8             |